# Laura Valenzuela
Pour les articles homonymes, voir Valenzuela.
Rocío Espinosa López-Cepero (née le 18 février 1931 à Séville, en Andalousie, et morte le 17 mars 2023 à Madrid), plus connue sous le nom de Laura Valenzuela ou de Laurita Valenzuela, est une actrice, mannequin et présentatrice de télévision espagnole.

## Biographie
Laura Valenzuela naît à Séville le 18 février 1931. Quittant son Andalousie natale pour Madrid alors qu'elle n'a pas encore un an, elle grandit dans la capitale et s'inscrit à l'École centrale de commerce, avant de commencer à travailler comme secrétaire et de faire ses débuts dans le mannequinat. Elle fait ses premiers pas au cinéma en 1954 dans El pescador de coplas, de Antonio del Amo. Elle enchaîne avec El inquilino (1957), La Violetera (1958), et Aquellos tiempos del cuplé (1958). Dans le même temps, en 1956, elle intègre l'équipe très réduite de Televisión Española (TVE), qui vient juste d'être créée. Comme Blanca Álvarez ou Jesús Álvarez, autres pionniers de la télévision espagnole, elle ne se cantonne pas à une seule tâche, et travaille aussi bien comme présentatrice (notamment du concours Preguntas al espacio) que comme actrice dans des publicités, notamment pour des réfrigérateurs.
En 1958, elle rencontre celui qui deviendra son mari, le producteur de cinéma José Luis Dibildos, qui l'aide dans sa carrière d'actrice. À ce moment de sa vie, elle enchaîne de nouveau les rôles dans des films espagnols tels que Soltera y madre en la vida (1967), Las que tienen que servir (1967) avant de tourner dans des productions étrangères qui lui permettent de travailler avec des « stars » comme Alain Delon ou Sophia Loren. Elle revient derrière les petits écrans en 1968, avec les programmes Contamos contigo et les Galas del sábado, au cours desquels elle forme un duo mythique avec Joaquín Prat.
En 1969, elle est chargée par la TVE de présenter le gala du XIVe concours eurovision de la chanson, à la suite de la victoire de la représentante de l'Espagne l'année précédente.
En 1971, elle apparaît au cinéma dans Españolas en París. Dans le même temps, elle présente Canción 71 sur la TVE. Peu après, elle décide de faire une pause, à la suite de son mariage le 27 mars 1971 avec José Luis Dibildos et la naissance six mois plus tard de sa fille Lara, qui suivra plus tard les pas de ses parents dans le monde du spectacle.
Elle revient à la télévision en 1990, se voyant offrir par la toute nouvelle chaîne privée Telecinco la présentation du programme ¿dígame?, en collaboration avec Javier Basilio et Paloma Lago. Cette émission reste à l'antenne jusqu'en 1992. Elle poursuit sur cette même chaîne avec Se acabó la siesta (1992), Date un respiro (1993), Las mañanas de Telecinco (1993-1994) avec José María Iñigo, puis Mi querida España (1994).
Elle revient sur TVE 1 en 1996 avec le programme Mañanas de Primera, qu'elle présente en duo avec sa fille Lara. L'émission n'a pas le succès escompté et ne se maintient à l'antenne que quelques mois. En 1998 naît Fran, son premier petit-fils, fruit de la relation de sa fille et de l'ancien basketteur Fran Murcia. Elle aura par la suite un autre petit-fils, né de la relation entre Lara et d'Álvaro Muñoz Escassi.
En 2005, elle est opérée à Houston d'un cancer du sein. Le 7 décembre 2006, elle passe de nouveau devant les caméras et présente avec Anne Igartiburu et Paula Vázquez le gala du 50e anniversaire de Televisión Española.

## Filmographie
- 1958 : La violetera
- 1960 : Assaut colline 408, de Pedro Lazaga
- 1964 : La Tulipe noire, de Christian-Jaque
- 1964 : Cyrano et d'Artagnan, d'Abel Gance
- 1965 : La Tête du client, de Jacques Poitrenaud
- 1965 : Faites vos jeux, mesdames, de Marcel Ophuls
- 1966 : Amor a la española, de Fernando Merino
- 1966 : Carré de dames pour un as, de Jacques Poitrenaud
- 1967 : Las que tienen que servir, de José María Forqué
- 1971 : Des Espagnoles à Paris (Españolas en París), de Roberto Bodegas